# Roman Januszkiewicz
Roman Januszkiewicz (ur. 10 kwietnia 1873 w Warszawie, zm. 28 stycznia 1924 we Lwowie) – polski inżynier, wicedyrektor Miejskich Zakładów Elektrycznych we Lwowie, członek honorowy Towarzystwa Politechnicznego.

## Życiorys
Urodził się w rodzinie radcy kontroli państwowej Jana Januszkiewicza i jego żony Eweliny z Kowalewskich. Uczęszczał do V-go Gimnazjum Rządowego, które ukończył w 1892, a następnie studiował na Wydziale Matematyczno-Fizycznym Uniwersytetu Warszawskiego. W 1896 zakończył studia składając pracę przygotowaną w obserwatorium pt. Obliczenie poprawki zegara na podstawie obserwacji przechodzenia gwiazd przez południk, uzyskał wówczas tytuł kandydata nauk-fizyczno-matematycznych. Wyjechał do Darmstadtu, gdzie kontynuował naukę na Wydziale Elektrotechnicznym tamtejszej Politechniki, po pięciu semestrach złożył egzamin końcowy. Na początku 1899 wstąpił do instytutu technologicznego w Karlsruhe, gdzie pod kierunkiem profesora Engelberta Arnolda przez trzy semestry uzupełniał wiedzę z dziedziny elektrotechniki. W 1900 zakończył naukę składając egzamin ogólny i otrzymał wyróżnienie. Od października 1901 przebywał w Berlinie, gdzie praktykował w przedsiębiorstwie Allgemeine Elektricitäts-Gesellschaft. W maju 1902 wyjechał do Warszawy, gdzie dwa miesiące później rozpoczął pierwszą pracę zawodową w firmie "Ruśkiewicz, Godlewski i S-ka". Pracował tam do lutego 1905, a następnie przeniósł się do Lwowa, gdzie do grudnia 1906 był pracownikiem firmy "Sokolnicki & Wiśniewski". Wtedy otrzymał stanowisko kierownicze w elektrowni miejskiej na Persenkówce, a lutego 1909 kierował zorganizowanym tam "Biurem kablowym". Od 1916 był członkiem Towarzystwa Politechnicznego, gdzie pełnił również funkcję skarbnika, a od 1923 posiadał tytuł członka honorowego. Zasiadał w radach nadzorczych Banku Naftowego i Gazoliny Spółki Akcyjnej.